# Big Battle of Egos
Big Battle of Egos —en español: Gran batalla de egos— es el séptimo álbum de Army of Lovers. Es un recopilatorio de álbumes previos, incluyendo cuatro canciones nuevas: Rockin' The Ride, Crashing Down, Signed On My Tattoo y Tragedy. Se publicó en toda Europa en marzo de 2013.

## Historia
Army of Lovers se reformó con Alexander Bard, Camilla Henemark y Jean-Pierre Barda a finales de 2012 para entrar en el Melodifestivalen 2013 con la canción «Rockin' The Ride», con la esperanza de representar a Suecia en el Festival de la Canción de Eurovisión 2013 en Malmö. Su participación no alcanzó la final en el Melodifestivalen. Solo unos días después de su interpretación Alexander Bard explicó a la prensa, que Camilla Henemark había sido expulsada una vez más y que Dominika Peczynski había vuelto. La expulsión fue seguida por una pelea pública entre Alexander Bard y Dominika Peczynski contra Camilla Henemark.
Un nuevo recopilatorio de grandes éxitos, con cuatro nuevas canciones, llamado Big Battle of Egos fue anunciado para estrenarse el 27 de marzo de 2013, seguido de un sencillo y vídeo llamado Signed On My Tattoo, un dueto entre Army of Lovers y sus compañeros suecos Gravitonas.

## Nuevas canciones
Las cuatro canciones nuevas tienen conexión limitada al sonido utilizado previamente por Army of Lovers. Excepto «Tragedy», todas tienen una fuerte conexión al sonido electro/dance de las otras bandas de Alexander. «Signed On My Tattoo» es un dueto con su banda actual Gravitonas. «Crashing Down» es un cover de «Love Came Crashing Down» de la anterior banda de Bard BWO (Bodies Without Organs), y «Tragedy» es también un cover que él escribió para el álbum de Malena Ernman «La Voix Du Nord». Esta versión suena más como los anteriores temas de Army of Lovers.

## Lista de canciones

### CD
1. Rockin’ The Ride
2. Crashing Down
3. Signed On My Tattoo (featuring Gravitonas)
4. Give My Life
5. Crucified
6. Sexual Revolution
7. My Army Of Lovers
8. Lit De Parade (featuring Big Money)
9. Obsession
10. Israelism
11. Ride The Bullet
12. I Am
13. King Midas
14. La Plage De Saint Tropez
15. Let The Sunshine In
16. Tragedy

## Posición en las listas
| Año  | Título               | Posición | Posición | Posición | Posición | Posición |
| Año  | Título               | DE       | AT       | CH       | SE       |          |
| ---- | -------------------- | -------- | -------- | -------- | -------- | -------- |
| 2013 | "Big Battle of Egos" | -        | -        | -        | 54       |          |

- Datos: Q15147722